# Zvezd
Zvezd (en serbe cyrillique : Звезд) est un village de Serbie situé dans la municipalité de Vladimirci, district de Mačva. Au recensement de 2011, il comptait 733 habitants.

## Démographie

### Évolution historique de la population
| 1948  | 1953  | 1961 | 1971 | 1981 | 1991 | 2002 | 2011 |
| ----- | ----- | ---- | ---- | ---- | ---- | ---- | ---- |
| 1 029 | 1 069 | 990  | 956  | 957  | 817  | 813  | 733  |

|  |